# Microsoft Analysis Services
Microsoft SQL Server Analysis Services (SSAS) – narzędzie do tworzenia i zarządzania hurtowniami danych firmy Microsoft, komponent Microsoft SQL Server.
W narzędziach SSAS wykorzystywane są języki:
- MDX
- DMX
- XMLA (XML for Analysis)
- Analysis Services Scripting Language (ASSL)